# Cedr libanonský na Dobešce
Cedr libanonský na Dobešce je významný strom, který roste v Praze 4 na rohu ulic U Dubu a Příkrá. Není volně přístupný, ale z ulice je dobře viditelný.

## Popis
Cedr roste v zahradě u domu a ve svém okolí je dominantním stromem. Byl zasazen roku 1925 jako 1m vysoký stromek, importovaný přímo z Libanonu. Má nadprůměrný vzrůst i věk a je jedním z nejmohutnějších cedrů v České republice. Kmen (vícekmen) se rozvětvuje velmi nízko nad zemí a tyto větve nesou široce rozložitou korunou. Obvod kmene ani výška nebyly měřeny, stáří je 97 let (r. 2022). V databázi významných stromů Prahy je strom od roku 2013.